# Cacahuate japonés
El cacahuate japonés, cacahuete japonés, maní japonés o maní cervecero es un tipo de snack mexicano basado en el cacahuate, típico de las dulcerías comerciales mexicanas. Está hecho de una crujiente capa gruesa hecha de harina de trigo tostada a fuego bajo con un poco de salsa de soja. Su sabor puede variar, pero usualmente puede ser ligeramente dulce y salado, y en ocasiones, picante. Se suelen encontrar en bolsas como cualquier snack convencional.
El origen del snack es atribuido a un inmigrante japonés que arribó a México en 1932, el futuro empresario Yoshigei Nakatani (padre del cantante Yoshio y del artista plástico Carlos Nakatani). Tras quedarse sin trabajo ante el cierre de la empresa donde laboraba como fabricante de botones de concha nácar, una empresa hermana de "El Nuevo Japón" del japonés Heijiro Kato, durante el estallido de la Segunda Guerra Mundial, Nakatani buscó formas de mantener a su creciente familia. Tras incursionar en el mercado de La Merced, vendiendo muéganos y una nueva receta de frituras a la cual llamó "oranda", en honor al pez naranja japonés, Nakatani buscó elaborar una nueva botana que le recordara el sabor de su infancia en Japón, los mamekashi (semillas recubiertas con una capa de harina condimentada), adaptándola al paladar mexicano. Nakatani empaquetó los cacahuates en bolsa con un diseño de una Geisha, hecho por su hija Elvia. Mientras sus hijos atendían el negocio en casa, Nakatani, junto con su esposa, Emma, salía a vender a los alrededores.
La demanda del nuevo snack fue tal, que dejó de vender desde casa y se estableció en un puesto en el mercado. Para la década de los años 1950, la empresa familiar "Nipón" se había establecido, con apoyo de su hijo Armando, registrándose la marca en 1977. Desafortunadamente, Nakatani no registró la patente para el snack, y desde 1957, marcas como Nishikawa, y hacia la década los años 1980, Barcel y Sabritas, entre otros, hicieron sus propias versiones de cacahuates japoneses. La empresa Nipón de Nakatani permaneció como un ente independiente, hasta su adquisición en 2017 por Totis.